# Tachina planiventris
Tachina planiventris là một loài ruồi trong họ Tachinidae.